# Smack Smash
Smack Smash ist das vierte Studioalbum der Beatsteaks. Die Produktion ist auch dank des Produzenten Moses Schneider professioneller als bei den Vorgängeralben, auch wenn die Lieder ausschließlich live im Studio eingespielt wurden und dementsprechend rau klingen.

## Entstehung
Die Arbeiten am neuen Album begannen im März 2003 im Proberaum in Berlin. Erste Aufnahmen wurden im Oktober 2003 im Mamasweed-Studio in Berlin gemacht, wo das „Fundament“ (Teutoburg-Weiß) für das Album geschaffen wurde. Weiter ging es im Studio Saal 4, wo unter anderem Atomic Love entstand und, immer noch im Oktober 2003, im K4-Studio, wo Hello Joe als Tribut an The-Clash-Sänger Joe Strummer entstand. Im Dezember 2003 wurden die Aufnahmen im Berliner Transporterraum fortgesetzt und erneut im Mamasweed-Studio beendet. Bei sämtlichen Songs wirkten alle fünf Bandmitglieder bei Komposition und Textdichtung mit.

## Bedeutung
MTV-Moderator Markus Kavka kommentiert die Videopremiere von Hand in Hand mit den Worten: „Ich scheue mich nicht, zu sagen, dass mit diesem Album die Beatsteaks endlich zu den verdienten Superstars werden, die sie schon lange hätten sein müssen“. Tatsächlich erreichte das Album Platz 11 der deutschen Albumcharts und bescherte den Beatsteaks damit den Durchbruch. Die Videos zu Hand in Hand und I Don't Care as Long as You Sing, den ersten beiden Singles, erreichten jeweils den Spitzenplatz in den TRL-Charts auf MTV. Aufgrund des überraschenden Erfolgs von Smack Smash und der Vielzahl neu hinzugewonnener Fans spielten die Beatsteaks mehrere Tourneen, die sie bis Ende 2005 mehrmals durch Deutschland und auch ins benachbarte Ausland führten. Am 23. November 2005 wurde Smack Smash in Japan über Solitary Man Records veröffentlicht.
Die Band selbst empfand das Album zur Zeit der Veröffentlichung als ihr bis dato gelungenstes, aber auch härtestes Werk. Zur Veröffentlichung des Nachfolgealbums Limbo Messiah im März 2007 sagte Sänger Arnim Teutoburg-Weiß rückblickend über den Erfolg von Smack Smash: „Der Erfolg ist bei uns im genau richtigen Moment gekommen; er konnte uns nicht mehr zu sehr den Kopf verdrehen. Er hat einen eher weiter angeschoben. Ich habe dann halt zu mir gesagt: „Scheinbar ist es wirklich deine Religion.“ Wir haben uns, als der Erfolg über uns hereinbrach, eher kaputt gelacht, dass wir plötzlich überall liefen. […] Plötzlich lief das alles von ganz alleine, und das ausgerechnet mit dem Album, das wir aus dem Bauch heraus gemacht hatten.“

## Singles
Das Video zur ersten Singleveröffentlichung Hand in Hand entstand Anfang 2004 unter Regie von Daniel Harder. Er produzierte ebenfalls das zweite Video, I Don't Care as Long as You Sing, das der Band zu ihrem endgültigen Durchbruch im Musikfernsehen verhalf. Es entstand an verschiedenen Schauplätzen in Berlin sowie bei den zwei Konzerten der Beatsteaks in der Columbiahalle im Mai 2004. Auf diese zwei Performance-Videos folgte mit Hello Joe ein Video mit mehr Handlung unter Mitwirkung von Jürgen Vogel und unter Regie von Zoran Bihać.

## Titelliste
1. Big Attack – 2:23
2. Vision – 2:49
3. Ain’t Complaining – 2:48
4. Hello Joe – 3:28
5. Hand in Hand – 2:38
6. Monster – 2:02
7. Everything – 3:08
8. I Don’t Care as Long as You Sing – 3:34
9. Atomic Love – 2:33
10. Loyal to None – 1:27
11. What’s Coming Over You – 3:15
12. My Revelation – 1:43

## Kommerzieller Erfolg

### Chartplatzierungen
| ChartsChartplatzierungen | Höchstplatzierung | Wochen |
| ------------------------ | ----------------- | ------ |
| Deutschland (GfK)        | 11 (40 Wo.)       | 40     |
| Österreich (Ö3)          | 19 (17 Wo.)       | 17     |
| Schweiz (IFPI)           | 74 (6 Wo.)        | 6      |

| ChartsJahrescharts (2004) | Platzierung |
| ------------------------- | ----------- |
| Deutschland (GfK)         | 31          |

### Auszeichnungen für Musikverkäufe
| Land/Region        | Auszeichnungen für Musikverkäufe (Land/Region, Auszeichnung, Verkäufe) | Verkäufe |
| ------------------ | ---------------------------------------------------------------------- | -------- |
| Deutschland (BVMI) | Platin                                                                 | 200.000  |
| Insgesamt          | 1× Platin ·                                                            | 200.000  |